# Christa Helwig
Christa Helwig (geborene Christa Stritt) ist eine ehemalige deutsche Filmeditorin.
Helwig war als Schnittmeisterin der DEFA von 1963 bis 1985 tätig. In dieser Zeit war sie für den Filmschnitt von über 20 Produktionen verantwortlich.

## Filmografie (Auswahl)
- 1963: Daniel und der Weltmeister
- 1965: Lots Weib
- 1965: Die Abenteuer des Werner Holt
- 1966: Der kleine Prinz
- 1967: Frau Venus und ihr Teufel
- 1968: Ich – Axel Cäsar Springer
- 1968: Die Toten bleiben jung
- 1970: Junge Frau von 1914
- 1971: Hut ab, wenn du küsst!
- 1972: Die große Reise der Agathe Schweigert
- 1973: Apachen
- 1974: Ulzana
- 1974: Liebe mit 16
- 1975: Steckbrief eines Unerwünschten (Fernsehfilm)
- 1976: Im Staub der Sterne
- 1977: Du und icke und Berlin
- 1977: Ein Katzensprung
- 1978: Der Übergang
- 1979: Chiffriert an Chef – Ausfall Nr. 5
- 1980: Oben geblieben ist noch keiner
- 1981: Als Unku Edes Freundin war
- 1983: Märkische Chronik (Fernsehserie, 12 Folgen)
- 1984: Die vertauschte Königin